# Skeet Ulrich
Pour les articles homonymes, voir Ulrich.
Bryan Ray Trout, dit Skeet Ulrich, est un acteur américain, né le 20 janvier 1970 à Lynchburg en Virginie.
Il est notamment connu pour avoir interprété le rôle de  Billy Loomis dans Scream mais aussi dans le rôle de Jake Green dans Jericho, et de FP Jones dans la série télévisée Riverdale.

## Biographie

### Enfance et formation
Bryan Ray Trout naît le 20 janvier 1970 à Lynchburg, en Virginie. C'est un garçon plutôt chétif, souvent en proie à des problèmes de santé. Ses parents divorcent quand il n'a que trois ans et il reste vivre avec sa mère dans sa ville natale. Outre des pneumonies à répétition, il subit à dix ans une opération à cœur ouvert pour corriger une malformation ventriculaire. Ceci a pour conséquence de le faire paraître malade même quand il ne l'est pas vraiment, manifestation psychosomatique qui dure jusqu'à ce qu'il découvre le sport, et particulièrement le baseball et le football[Lequel ?].
Il doit son premier surnom, « Skeeter », à un coach qui disait de lui qu'il était taillé comme un moustique, surnom qu'il contracte ensuite en « Skeet » quand il s'aperçoit que l'héroïne d'un téléfilm s'appelle Skeeter. Il prend goût à jouer et commence des cours d'art dramatique en se procurant un livre d'expressions faciales à mémoriser. En 1989, il commence des études de biologie marine avant de s'installer à New York pour y étudier le théâtre.

### Carrière
En 1990, il décroche un premier petit rôle dans le film Les Tortues Ninja, où il joue un des membres du clan Foot sans toutefois avoir été crédité. Il est par la suite contacté par David Mamet qui lui propose d'appartenir à la célèbre Atlantic Theater Company. Il joue alors dans quelques productions de la troupe.
C'est en 1996 que Skeet Ulrich perce dans le milieu du cinéma en apparaissant coup sur coup dans Dangereuse Alliance d'Andrew Fleming, Albino Alligator de Kevin Spacey, Dernière Danse de Bruce Beresford, mais surtout dans Scream de Wes Craven, qui lui permet d'accéder à la notoriété, jouant aux côtés de Neve Campbell, David Arquette, Matthew Lillard, Courteney Cox, Rose McGowan et Jamie Kennedy.
En 1997, il incarne Juvenal, dans Touch, la comédie dramatique de Paul Schrader d'après le roman de Elmore Leonard, puis tient un petit rôle dans Pour le pire et pour le meilleur.
Devenant l'un des acteurs les plus cotés de sa génération, il est sollicité par Ang Lee pour interpréter, en 1998, Jack Bull Chiles qui va plonger dans la guerre de Sécession dans Chevauchée avec le diable. Il apparaît aussi dans le rôle du hacker légendaire Kevin Mitnick dans Cybertraque de Joe Chappelle, ainsi qu'aux côtés de Cuba Gooding Jr. dans 50 Degrés Fahrenheit.
En 2006, il obtient le rôle principal dans la série télévisée Jericho diffusée sur CBS.
En 2016, pour les 20 ans de Scream et pour rendre hommage à Wes Craven, il fait une réunion[Quoi ?] avec Neve Campbell et Matthew Lillard.
En 2017, il rejoint le casting de la Riverdale, une série adaptée des personnages de comics du célèbre éditeur Archie Comics, pour interpréter FP Jones. En mai 2016, la série est officiellement commandée. Elle est diffusée depuis le 26 janvier 2017 sur le réseau The CW puis aussi sur Netflix. En 2020, il annonce qu'il va quitter la série[réf. nécessaire].

## Filmographie

### Cinéma
- 1989 : Week-end chez Bernie de Ted Kotcheff (non crédité)
- 1990 : Chattahoochee de Mick Jackson (non crédité)
- 1990 : Everybody Wins de Karel Reisz (non crédité)
- 1990 : Les Tortues Ninja de Steve Barron (non crédité)
- 1996 : Dernière Danse de Bruce Beresford : Billy
- 1996 : Dangereuse Alliance (The Craft) d'Andrew Fleming : Chris Hooker
- 1996 : Le Dortoir des garçons (Boys) de Stacy Cochran (en) : Bud Valentine
- 1996 : Albino Alligator de Kevin Spacey : Danny Boudreaux
- 1996 : Scream de Wes Craven : Billy Loomis
- 1997 : Touch de Paul Schrader : Frère Juvénal / Charlie Lawson
- 1997 : Pour le pire et pour le meilleur (As Good as It Gets) de James L. Brooks : Vincent
- 1998 : Le Gang des Newton (The Newton Boys) de Richard Linklater : Joe Newton
- 1998 : A Soldier's Sweetheart de Thomas Michael Donnelly : Mark Fossie
- 1999 : 50 Degrés Fahrenheit (Chill Factor) de Hugh Johnson : Tim Mason
- 1999 : Chevauchée avec le diable (Ride with the Devil) d'Ang Lee : Jack Bull Chiles
- 2000 : Cybertr@que (Takedown) de Joe Chappelle : Kevin Mitnick
- 2001 : Un bébé sur les bras (Nobody's Baby) de David Seltzer : Billy
- 2001 : Soul Assassin de Laurence Malkin : Kevin Burke
- 2001 : L'Aventurier du grand nord (Kevin of the North) de Bob Spiers : Kevin Manley
- 2009 : For Sale by Owner de Robert J. Wilson : Junior
- 2009 : Blindés (Armored) de Nimród Antal : Dobbs
- 2021 : Finch de Miguel Sapochnik : Sam
- 2022 : Scream de Matt Bettinelli-Olpin et Tyler Gillett : Billy Loomis
- 2023 : Blood de Brad Anderson
- 2023 : Scream 6 de Matt Bettinelli-Olpin et Tyler Gillett : Billy Loomis
- 2023 : Supercell de Herbert James Winterstern : Roy

### Télévision
- 2002 : Miracles : Paul Callan
- 2005 : La Magie de l'amour (The Magic of Ordinary Days) de Brent Shields : Ray Singleton
- 2005 : Into the West : Jethro Wheeler
- 2006-2008 : Jericho : Jake Green
- 2009 : Les Experts : Manhattan (CSI: NY) : Hollis Eckhart
- 2009 : Back de Mark Pellington : Richard Miles
- 2010 : New York, unité spéciale : inspecteur Rex Winters (saison 12, épisode 3)
- 2010 : Gimme Shelter de Christopher Chulack : Billy Jost
- 2010 : Los Angeles, police judiciaire (Law and Order: Los Angeles) : Rex Winters
- 2015 : Unforgettable : Eddie Martin
- 2017-2020 : Riverdale : Forsythe Pendleton « FP » Jones II
- 2017 : Elizabeth Smart, kidnappée à 14 ans (I am Elizabeth Smart) de Sarah Walker : Brian David Mitchell

## Jeux vidéo
- 2024 : The Texas Chain Saw Massacre : Wyatt Dunn (voix et visage)

## Voix françaises
En France
| - Damien Boisseau dans : - Dangereuse Alliance - Le Gang des Newton - Chevauchée avec le diable - La Magie de l'amour (téléfilm) - Riverdale (série télévisée) - Emmanuel Curtil dans : - Touch - 50 Degrés Fahrenheit - Cybertraque - Alexis Victor dans (les séries télévisées) : - New York, unité spéciale - Los Angeles, police judiciaire - Unforgettable - Guillaume Lebon dans : - Un bébé sur les bras - Scream - Scream 6 | - Franck Monsigny dans : - Jericho (série télévisée) - Blindés Et aussi - Tanguy Goasdoué dans Le Dortoir des garçons - Lionel Melet dans Scream[réf. nécessaire] - Ludovic Baugin dans Albino Alligator - Fabrice Josso dans Pour le pire et pour le meilleur - Mark Lesser dans A Soldier's Sweetheart - Cédric Dumond dans Into the West (série télévisée) - David Krüger dans L'Aventurier du grand nord - Jérôme Pauwels dans Les Experts : Manhattan (série télévisée) - Philippe Allard (Belgique) dans Miracles (série télévisée) - Thibaut Lacour dans Elizabeth Smart, kidnappée à 14 ans - Michelangelo Marchese (Belgique) dans Supercell |